# Quercus robur
La farnia (Quercus robur L., 1753, detta comunemente quercia) è un albero a foglie decidue appartenente alla famiglia delle Fagacee. Essa è la specie tipo del genere Quercus. È la quercia più diffusa in Europa, e il suo areale è alquanto vasto. Questa pianta è caratterizzata da notevoli dimensioni e crescita lenta (cosa che ne determina il raro impiego come pianta ornamentale).

## Descrizione

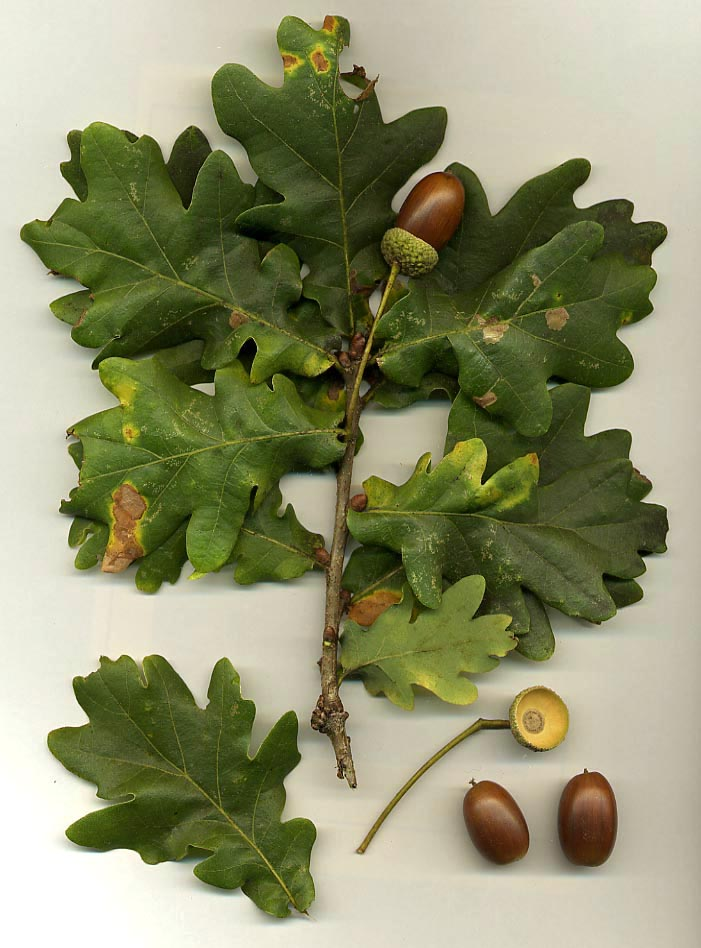
Foglie e ghiande della farnia

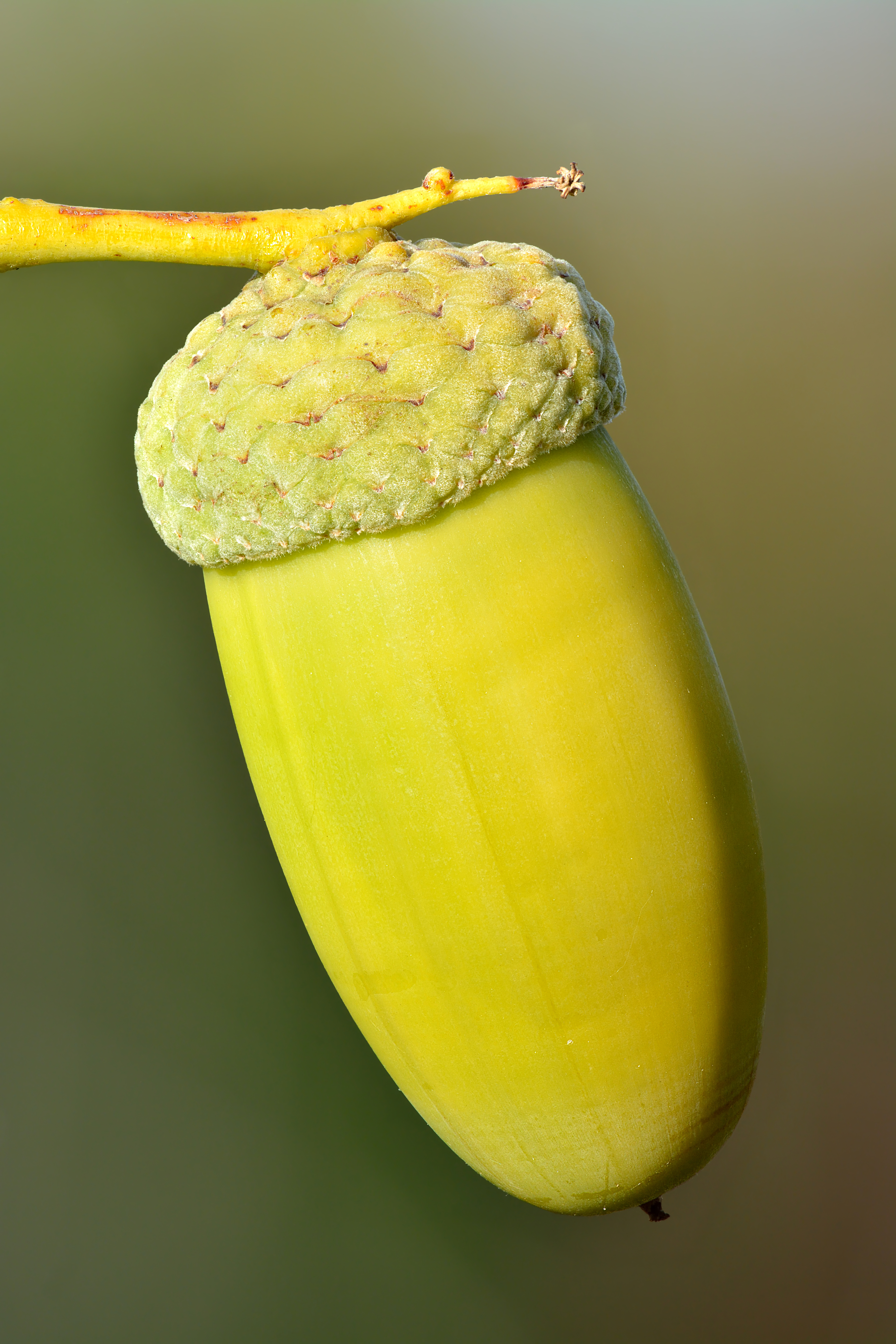
Ghianda

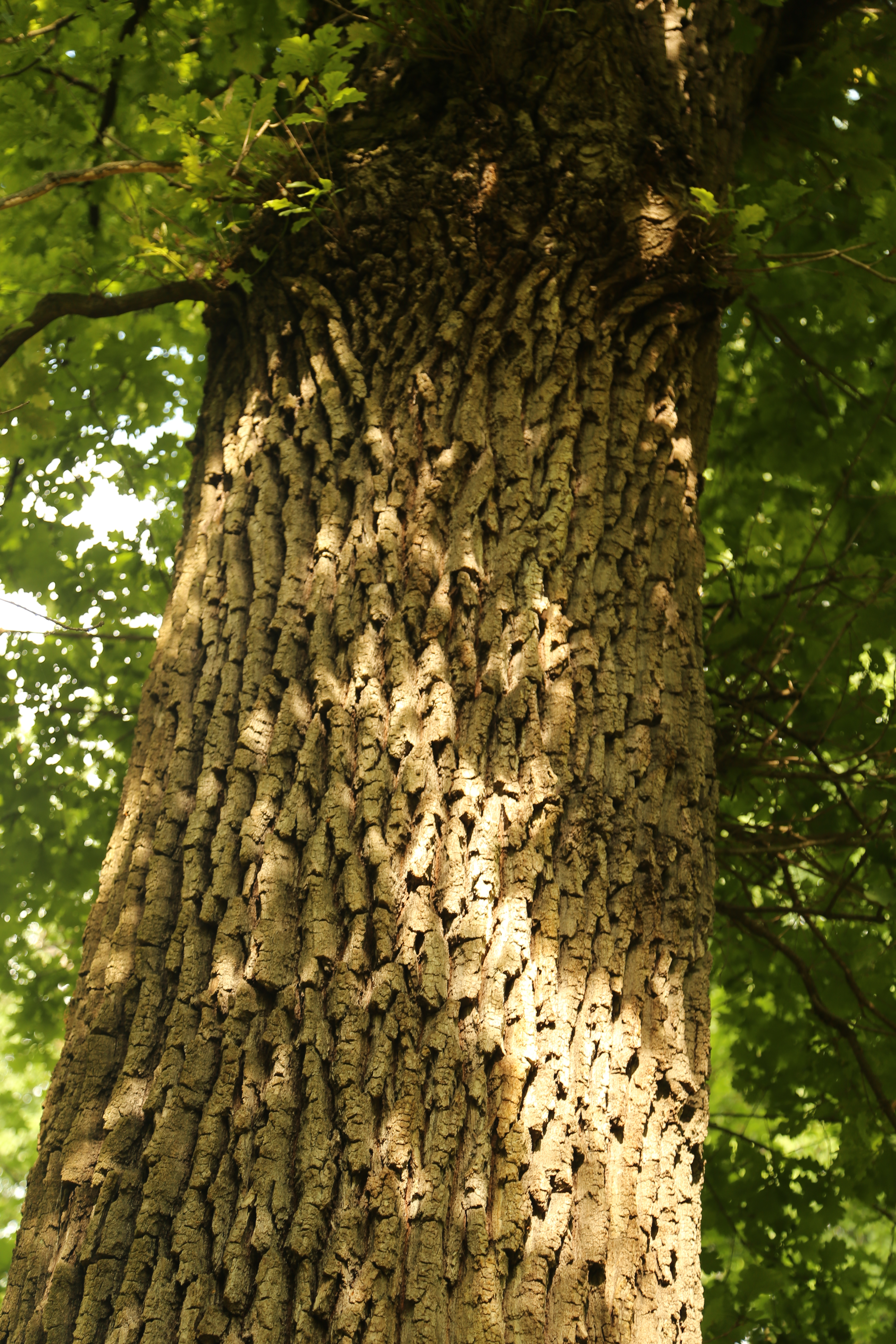
Tronco di farnia centenaria alto circa 25 metri

### Portamento
La farnia è un albero dal portamento maestoso ed elegante, come pianta isolata si presenta con una chioma espansa, molto ampia e di forma globosa e irregolare, ma nei boschi la sua chioma assume un aspetto ovale allungato, con fusto alto e dritto. Raggiunge un'altezza che va dai 25 ai 40 m, eccezionalmente 50. Il fusto è diritto e robusto e alla base si allarga come per rafforzare la pianta; i rami con il passare del tempo divengono via via più massicci, nodosi e contorti.

### Corteccia
La corteccia, che in giovane età appare liscia, grigio-argentea, nelle piante adulte diviene di colore grigio-bruno, scura e profondamente fessurata in placche più piccole di quelle del cerro e più grandi di quelle del rovere.

### Foglie
Le foglie, lunghe dai 7 ai 14 cm, sono decidue, alterne, subsessili (con picciolo molto breve), glabre, di forma obovata con margini lobati (da 4 a 7 lobi per lato) e due vistose orecchiette alla base della foglia. La pagina superiore è di colore verde scuro, quella inferiore mostra un riflesso bluastro.

### Fiori
Essendo una pianta monoica, ogni esemplare porta fiori di entrambi i sessi, molto simili a quelli delle altre querce. I fiori maschili si presentano in amenti filiformi di colore giallognolo; quelli femminili sono da 1 a 3 su un lungo peduncolo. La fioritura avviene nel periodo di aprile-maggio, contemporanea con la fogliazione.

### Frutti
I frutti sono acheni, più precisamente ghiande. Esse sono lunghe fino a 4 cm, di forma ovale-allungata, con cupola ruvida e ricoperta di squame romboidali che le ricopre per circa un quarto. Il colore va dal verde chiaro al marrone con il procedere della maturazione. Crescono singolarmente o a gruppi di fino 4 ghiande su lunghi gambi (da 3 a 7 cm). 
Maturano nell'anno in settembre-ottobre.

### Longevità
La farnia  è rinomata per la sua longevità. Alcuni esemplari viventi sembra superino i 1.000 anni di vita. Alcuni esempi: a Stelmužė, in Lituania, c'è un esemplare che si dice superi i 1.500 anni (sarebbe la quercia vivente più vecchia d'Europa); a Jægerspris in Danimarca l'età di un altro esemplare, chiamato Kongeegen (Quercia Re), è stimata attorno ai 1.200 anni. Nel Parco regionale del Delta del Po (Veneto), in provincia di Rovigo, esisteva la quercia di San Basilio, una farnia di oltre 500 anni di età, una delle ultime testimoni dell'antico bosco che ricopriva la pianura padana, morta per cause naturali nel giugno del 2013.
Una delle farnie più longeve d'Italia, con circa 500 anni d'età, si trova a Sterpo di Bertiolo, in Provincia di Udine, nel parco di Villa Colloredo.
Nella Riserva naturale Cratere degli Astroni, in provincia di Napoli, è presente un esemplare con età stimata di 400-500 anni.
In provincia di Piacenza, nel comune di Castelvetro Piacentino, si trova una quercia di circa 300 anni, chiamata Mina, la “grande Nonna Quercia” (in onore alla cantante originaria di Cremona, confinante con Castelvetro Piacentino).

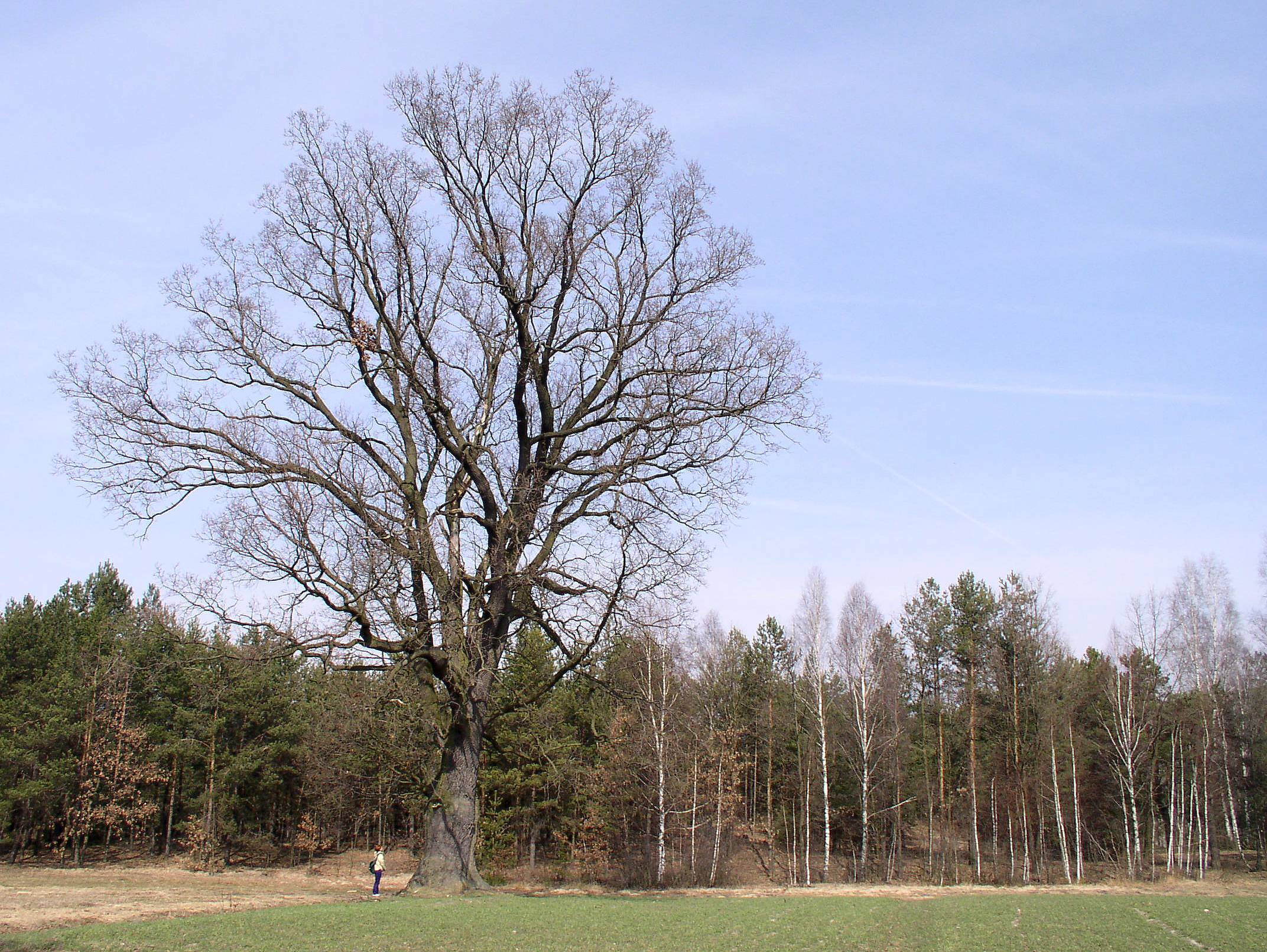
La pianta in inverno
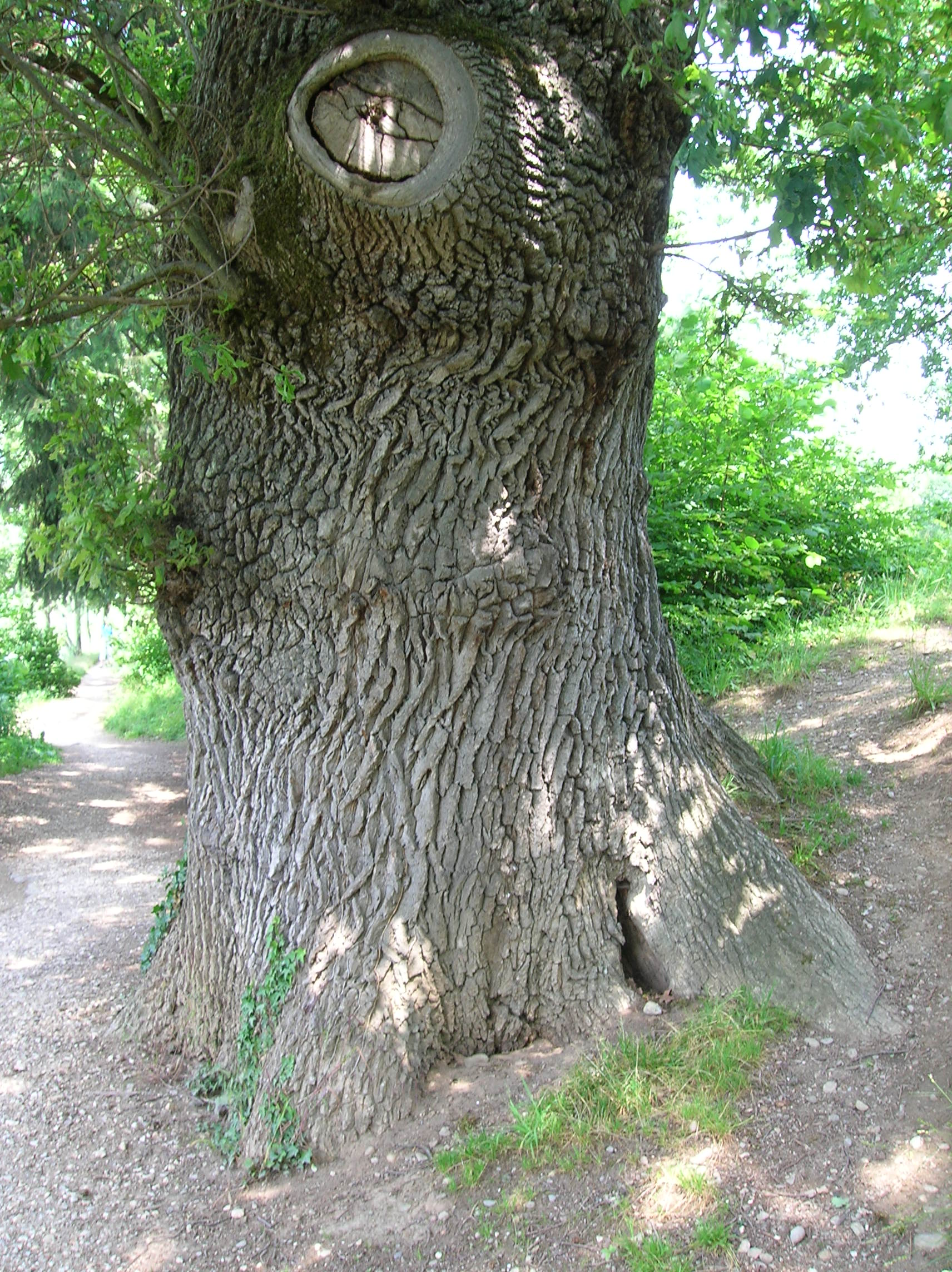
Fusto e corteccia di un esemplare adulto
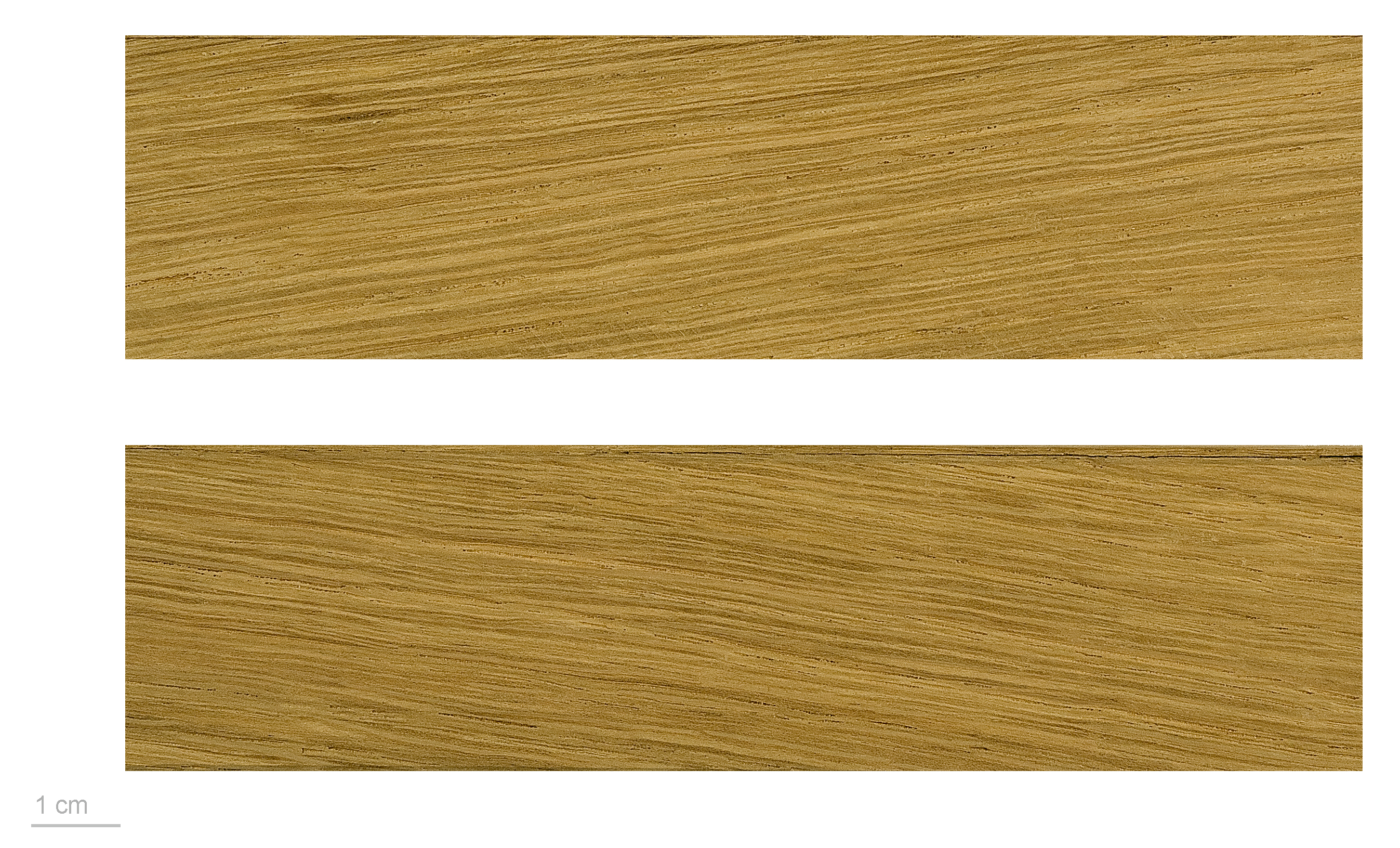
Quercus robur - Museum specimen
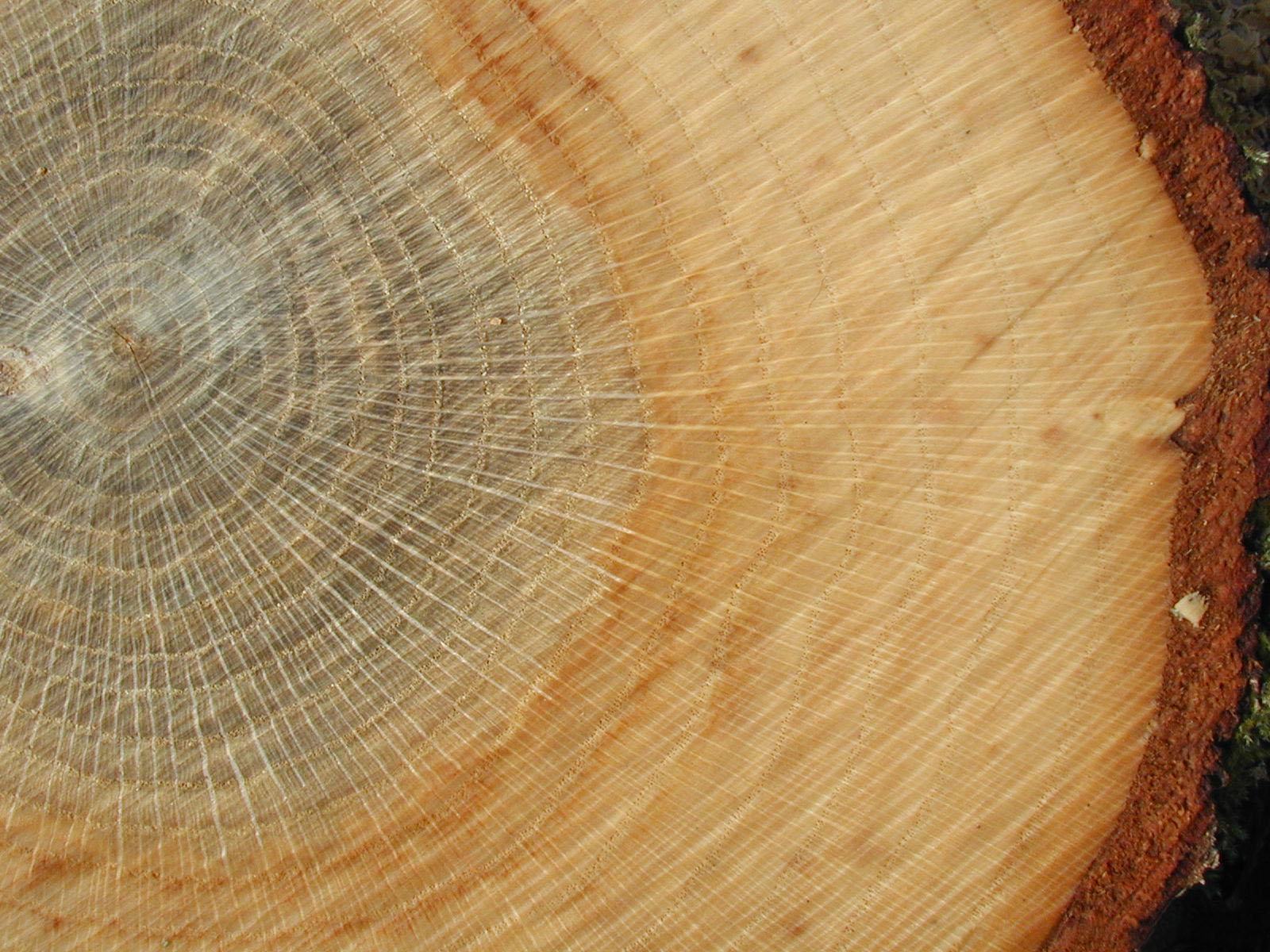
Sezione del fusto
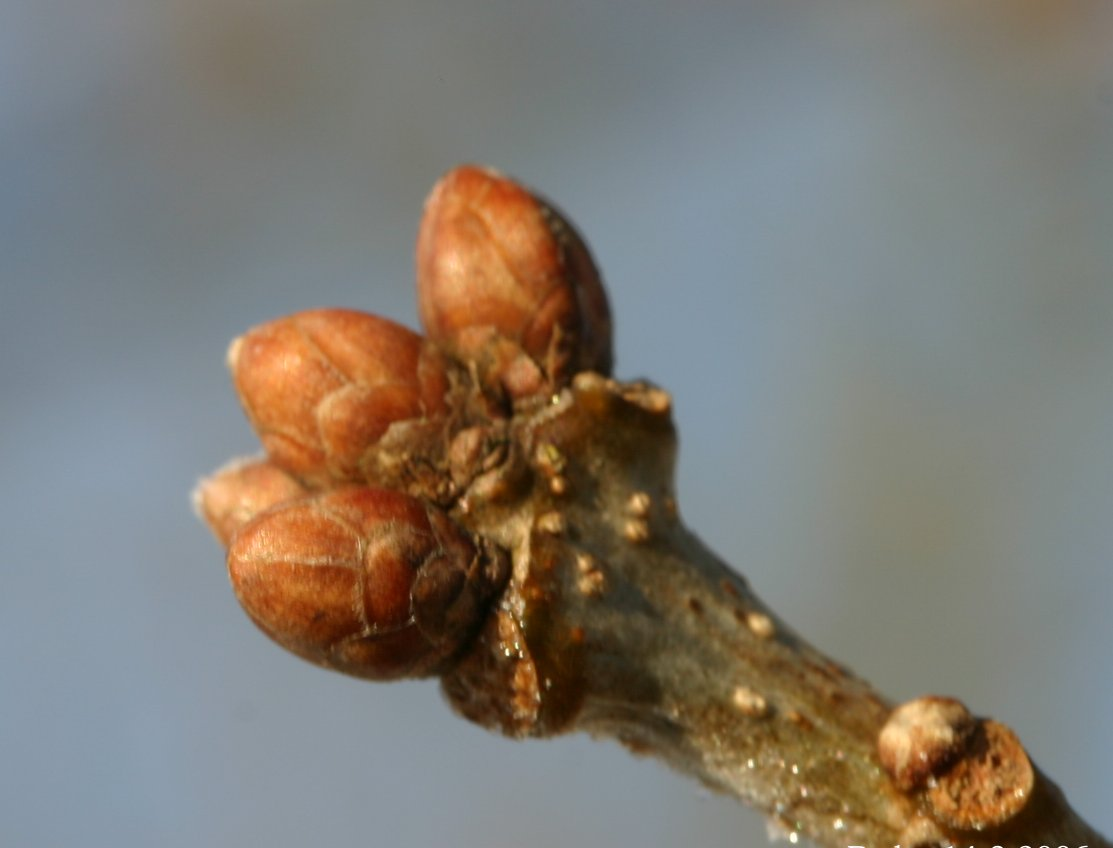
Gemme
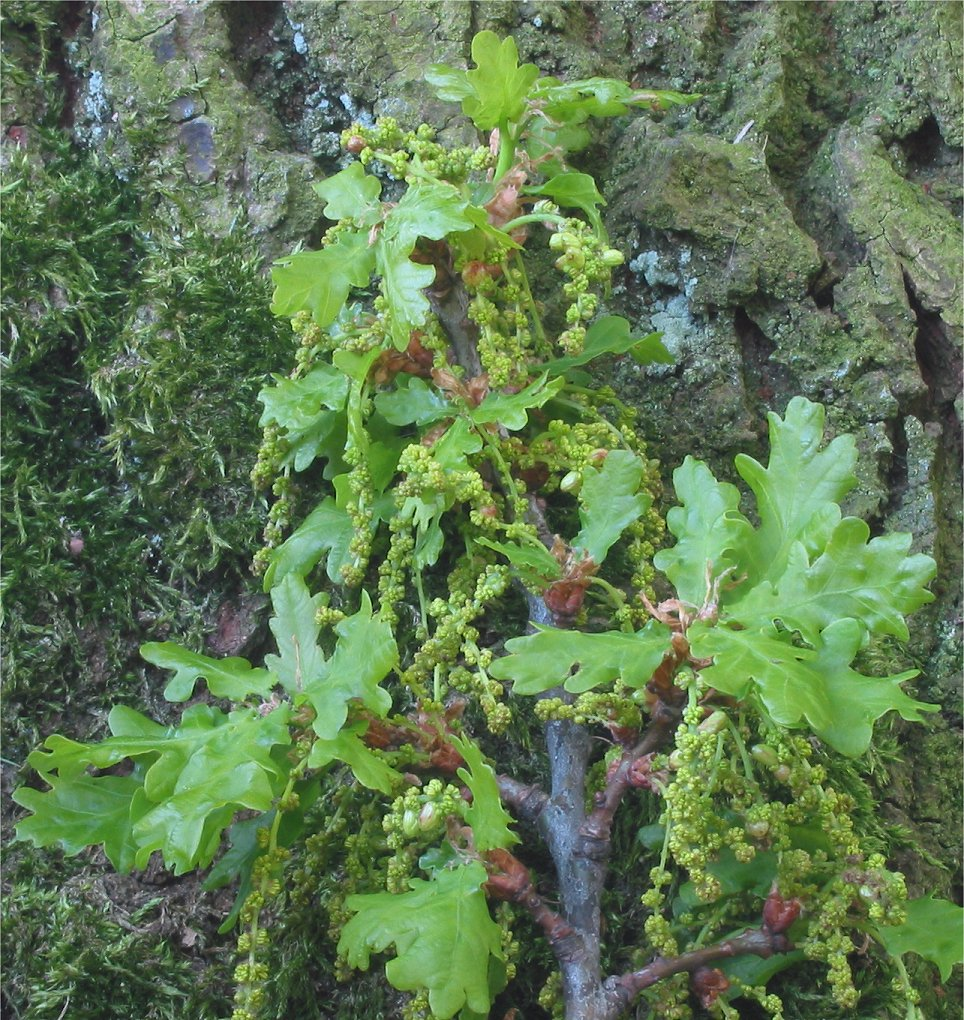
Fiori maschili
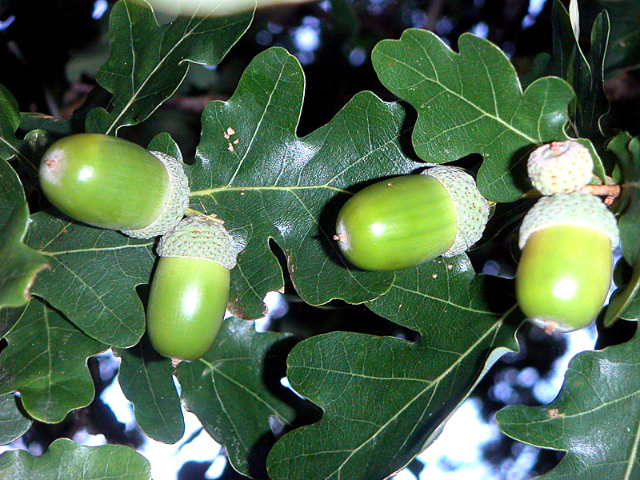
Foglie e ghiande

## Ecologia
La farnia costituisce a sua volta un habitat per altri esseri viventi, in particolare animali. Numerosi insetti vivono sulle foglie, sulle gemme e nelle ghiande. Queste ultime, poi, costituiscono un'importante fonte di cibo per diversi piccoli mammiferi e alcuni uccelli tra cui la ghiandaia (Garrulus glandarius). Nei boschi padani di farnia lo strato erbaceo ospita specie botaniche tra cui: il sigillo di Salomone dei boschi (Polygonatum multiflorum), la canapetta pelosa (Galeopsis pubescens) e l'asparago selvatico (Asparagus tenuifolius).

## Distribuzione e habitat
È la quercia più diffusa in Europa, e il suo areale si estende dal Portogallo fino al Medio Oriente (Anatolia, Caucaso, Iran) e agli Urali, a nord si trova fino alle isole britanniche e alla costa sud e ovest della penisola scandinava. In Italia è presente su quasi tutto il territorio, prevalentemente al centro nord, è assente in Sicilia e Sardegna.
Cresce comunemente nelle aree europee continentali, spesso in boschi, spingendosi sino ad un'altitudine di 800–1000 m. È in grado di adattarsi a diversi tipi di terreno, sebbene prediliga quelli profondi, freschi, argillosi, acidi e ben irrigati. Resiste bene ai geli invernali e richiede temperature elevate nel periodo estivo, nonché una discreta esposizione alla luce.

## Conservazione
Un tempo formava le vaste foreste della Pianura Padana assieme ad altri alberi quali il cerro (Quercus cerris) e il carpino bianco (Carpinus betulus). Attualmente esistono relitti di questi boschi planiziali, che ci danno un'idea di quello che doveva essere l'ambiente padano prima dei massicci disboscamenti operati dall'uomo nelle varie epoche, ad esempio quelli permessi dalla prima legge forestale italiana n. 3917/1877 , che tolse la tutela dai boschi dal livello del mare al limite superiore del castagno. Un esempio di tale habitat lo possiamo ritrovare a Bosco Fontana, presso Mantova e nella Riserva naturale Bosco Siro Negri di Pavia. Per questo, nella Foresta della Carpaneta, in provincia di Mantova, è stato effettuato un rimboschimento con piantine nate da ghiande raccolte in tutti i principali boschi di farnia della pianura padano veneta, al fine di realizzare una riserva biogenetica per la conservazione di questa quercia.
È comunque diffusa ancora con una certa frequenza nelle campagne, soprattutto come albero isolato, a indicare antichi confini territoriali. È inoltre spesso presente in parchi cittadini e giardini di grosse dimensioni, così come in vicinanza di vecchie residenze di campagna.

## Specie simili
Si distingue dalla rovere (Quercus petraea), dalla roverella (Quercus pubescens) e dal farnetto (Quercus frainetto):
- per il picciolo delle foglie quasi assente, mentre nelle altre tre specie è più lungo;
- per le foglie che alla base hanno due evidenti orecchiette grandi come o più del picciolo;
- per il gambo a cui sono attaccate le ghiande: lungo nella farnia, quasi assente nelle altre due specie[8].
- per le ghiande che, quando sono fresche, presentano delle evidenti striature longitudinali bruno nerastre;
- per il colore e la profondità delle fessure della corteccia in età adulta: più scura, tendente al bruno-marrone nella farnia, grigia e con scaglie di minori dimensioni nel caso di rovere, roverella e, ancora più evidentemente, del farnetto.

## Coltivazione
La coltivazione della farnia inizia con la semina delle ghiande entro due mesi dalla raccolta. A differenza delle altre querce, la ghianda emette la radichetta appena interrata, mentre la parte aerea della plantula spunta all'inizio della primavera.
Le piante che ne nascono sono messe a dimora dopo due o tre anni.

## Usi
La farnia è coltivata per il rimboschimento e per il pregiato legname che ne costituisce il prodotto più importante. Il legno di questa quercia, noto come "rovere di Slavonia", è di colore bruno chiaro, resistente, durevole, con fibre spesse e netta differenziazione tra alburno e durame; è pesante (peso specifico 0,75 kg/dm3). Esso viene impiegato per costruire mobili pregiati, parquet e botti per l'invecchiamento di liquori (Cognac), oltre che per la produzione di carbone e l'impiego diretto come combustibile. In epoche passate la farnia era largamente utilizzata nelle costruzioni navali, specialmente nel Regno Unito, tanto da causare vasti disboscamenti.
È inoltre utilizzata come pianta simbionte per la coltivazione del tartufo bianco.

## Avversità
Mentre normalmente in età adulta non subisce l'attacco di parassiti e malattie, gli esemplari più giovani di farnia possono essere colpiti dall'oidio e dalla ruggine.

## Curiosità
- La farnia è raffigurata sulle monete da 1, 2 e 5 centesimi di euro della Germania.
- Il cosiddetto "rovere di Slavonia" è in realtà legno di farnia[10].